# ۲۵ دی
۲۵ دی سیصد و یکمین روز از گاه‌شماری خورشیدی است. به پایان سال ۶۴ روز (۶۵ روز در سال کبیسه)  باقی‌است.

## رویدادها
- ۱۳۶۷ - صدور فتوای سید روح‌الله خمینی علیه کتاب آیات شیطانی
- ۱۳۷۶ - حادثه ۲۵ دی ۱۳۷۶ فوکر ۱۰۰
- ۱۳۸۷ - آغاز به کار تلویزیون فارسی بی‌بی‌سی
- ۱۳۸۹ - رقابت ۲۵ دی ۱۳۸۹ تیم ملی فوتبال ایران با تیم ملی فوتبال کره شمالی در جام ملت‌های آسیا ۲۰۱۱
- ۱۳۹۳ - رقابت ۲۵ دی ۱۳۹۳ تیم ملی فوتبال ایران با تیم ملی فوتبال قطر در جام ملت‌های آسیا ۲۰۱۵
- ۱۴۰۲ - حملات موشکی ۲۰۲۴ ایران در عراق و سوریه

## زادروزها
- ۱۳۴۵ - نیلوفر بیضایی، نمایشنامه‌نویس
- ۱۳۴۸ - محمود فکری، فوتبالیست
- ۱۳۵۱ - رزیتا غفاری، بازیگر
- ۱۳۵۵ - ماه‌چهره خلیلی، بازیگر
- ۱۳۵۹ - هادی عقیلی، فوتبالیست
- ۱۳۶۵- سعید یوسف‌زاده، فوتبالیست

## درگذشت‌ها
- ۱۳۷۹ - سید حسین آیت‌اللهی، نماینده سید روح‌الله خمینی در جهرم
- ۱۳۸۱ - خشایار، بازیگر
- ۱۳۸۴ - غلامرضا طباطبایی، بازیگر
- ۱۳۸۶ - ابراهیم لطف‌اللهی، زندانی سیاسی
- ۱۳۸۷ - کریم چمن‌آرا، از بنیان‌گذاران مرکز موسیقی بتهوون
- ۱۳۸۸ - بهمن جلالی، عکاس
- ۱۳۸۹ - حسین خضری، زندانی سیاسی
- ۱۳۹۰ - ساناز کیهان، بازیگر
- ۱۳۹۵ - محمد احمد پناهی سمنانی، تاریخ‌نگار و نویسنده
- ۱۴۰۳ - سید ابراهیم نبوی، نویسنده و فعال‌سیاسی

## مناسبت‌ها
- روز خانواده در کشور ایران[۱]